# Tetranchyroderma heterotubulatum
Tetranchyroderma heterotubulatum is een buikharige uit de familie Thaumastodermatidae. Het dier komt uit het geslacht Tetranchyroderma. Tetranchyroderma heterotubulatum werd in 1993 voor het eerst wetenschappelijk beschreven door Hummon, Todaro & Tongiorgi. 